# Alastor elisaei
Alastor elisaei är en stekelart som beskrevs av Schulthess 1925. Alastor elisaei ingår i släktet Alastor och familjen Eumenidae. Inga underarter finns listade i Catalogue of Life.